# Subdivisões da Eritreia

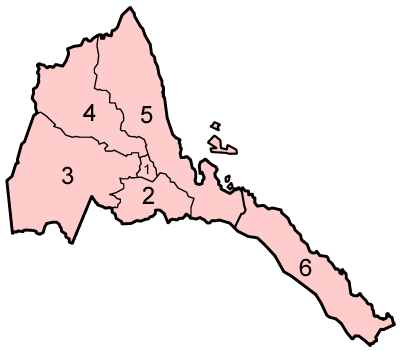
Regiões da Eritreia

A Eritreia está dividida em  6 regiões administrativas (zobas):
| nº | região            | capital   | área (km²) | população (censo 1995) | população (estimativa 2001) | população[2] (estimativa 2005) |
| -- | ----------------- | --------- | ---------- | ---------------------- | --------------------------- | ------------------------------ |
| 1  | Anseba            | Keren     | 23.200     | 400.846                | 484.200                     | 549.000                        |
| 2  | Maekel            | Asmara    | 1.300      | 502.300                | 595.900                     | 675.700                        |
| 3  | Gash-Barka        | Barentu   | 33.200     | 515.667                | 625.100                     | 708.800                        |
| 4  | Semien-Keih-Bahri | Massaua   | 27.800     | 392.653                | 576.200                     | 653.300                        |
| 5  | Debub             | Mendefera | 8.000      | 702.502                | 839.700                     | 952.100                        |
| 6  | Debub-Keih-Bahri  | Assab     | 27.600     | 189.627                | 73.700                      | 83.500                         |
|    | Total             |           | 121.100    | 2.703.595              | 3.194.800                   | 3.622.400                      |